# Staatssicherheitsgericht (Türkei)
Staatssicherheitsgerichte (tr.: Devlet Güvenlik Mahkemeleri, DGM) waren türkische „Fachgerichte“, die für strafbare Handlungen, die gegen den Bestand von Staatsgebiet und Staatsvolk, gegen die freiheitliche demokratische Grundordnung oder gegen die republikanische Staatsform begangen wurden und die Sicherheit des Staates betrafen, zuständig waren.
Revisionsinstanz war gemäß Art. 143 IV a.F. der türkischen Verfassung der Kassationshof.

## Gründung
Erstmals eingeleitet wurde die Einrichtung von Staatssicherheitsgerichten, die am Beispiel der französischen Cour de sûreté de l’État gegründet werden sollten, durch eine Änderung der damaligen Verfassung per Verfassungsänderungs-Gesetz Nr. 1699 vom 15. März 1973. Hierauf trat am 26. Juni 1973 das Gesetz Nr. 1773 zur Einrichtung der Staatssicherheitsgerichte in Kraft. Am 6. Mai 1975 erklärte das Verfassungsgericht jedoch das Gesetz Nr. 1773 für nichtig. Es kam danach nicht mehr zum Erlass eines neuen Gesetzes.
Das Vorhaben zur Gründung solcher Gerichte wurde nach dem Militärputsch von 1980 erneut aufgegriffen.
Artikel 143 I der Verfassung lautete folgendermaßen:

„Devletin ülkesi ve milletiyle bölünmez bütünlüğü, hür demokratik düzen ve nitelikleri Anayasada belirtilen Cumhuriyet aleyhine işlenen ve doğrudan doğruya Devletin iç ve dış güvenliğini ilgilendiren suçlara bakmakla görevli Devlet Güvenlik Mahkemeleri kurulur.“

„Es werden Staatssicherheitsgerichte mit der Aufgabe gegründet, Straftaten zu verhandeln, welche gegen die unteilbare Einheit von Staatsgebiet und Staatsvolk, die freiheitliche demokratische Ordnung und die Republik, deren Eigenschaften durch die Verfassung bestimmt sind, begangen werden und die innere und äußere Sicherheit des Staates betreffen.“

Auf dieser Grundlage trat am 16. Juni 1983 das Gesetz Nr. 2845 über die Einrichtung und Rechtsprechungsverfahren der Staatssicherheitsgerichte in Kraft. Das Gesetz gehörte zu den Gesetzen der Übergangszeit, die einer verfassungsgerichtlichen Prüfung nicht zugänglich waren. Diesem Gesetz zufolge wurden in Ankara, Diyarbakır, Erzincan, Istanbul, İzmir, Kayseri, Konya und Malatya Staatssicherheitsgerichte eingerichtet. Die Gerichte nahmen ihre Tätigkeit am 1. April 1984 auf.  Mit Art. 1 des Gesetzes Nr. 4210 vom 13. November 1996 wurden die DGM in Erzincan, Kayseri und Konya aufgelöst und an deren Stelle DGM in Adana, Erzurum und Van eingerichtet.

## Bezirke
Die Gerichtsbezirke waren in Art. 2 des Gesetzes Nr. 2845 über die Einrichtung und Rechtsprechungsverfahren der Staatssicherheitsgerichte geregelt.
Folgende Tabelle gibt Aufschluss über die jeweiligen Bezirke:
| Gerichtssitz | Provinzen |
| ------------ | --- |
| Adana        | Adana, Aksaray, Gaziantep, Hatay, İçel, Karaman, Kilis, Konya, Niğde, Osmaniye                                                                                               |
| Ankara       | Ankara, Afyon, Amasya, Bartın, Bolu, Çankırı, Çorum, Eskişehir, Karabük, Kastamonu, Kayseri, Kırıkkale, Kırşehir, Kütahya, Nevşehir, Samsun, Sinop, Tokat, Yozgat, Zonguldak |
| Diyarbakır   | Diyarbakır, Batman, Bingöl, Mardin, Siirt, Şırnak, Şanlıurfa |
| Erzurum      | Erzurum, Ağrı, Ardahan, Artvin, Bayburt, Erzincan, Giresun, Gümüşhane, Iğdır, Kars, Ordu, Rize, Sivas, Trabzon                                                               |
| Istanbul     | Istanbul, Balıkesir, Bilecik, Bursa, Çanakkale, Edirne, Kırklareli, Kocaeli, Sakarya, Tekirdağ, Yalova                                                                       |
| İzmir        | İzmir, Antalya, Aydın, Burdur, Denizli, Isparta, Manisa, Muğla, Uşak |
| Malatya      | Malatya, Adıyaman, Elazığ, Kahramanmaraş, Tunceli |
| Van          | Van, Bitlis, Hakkari, Muş |

Die heutige Provinz Düzce, die am 9. Dezember 1999 als 81. Provinz gegründet wurde, ist nicht in der Aufzählung enthalten. Dies rührt daher, dass Art. 2 des Gesetzes Nr. 2845 zuletzt am 13. November 1996 geändert wurde. Für die heutige Provinz, früher ein Bezirk der Provinz Bolu, war das Staatssicherheitsgericht in Ankara zuständig.

## Organisation
An den Staatssicherheitsgerichten befanden sich gemäß Art. 143 II a.F. der türkischen Verfassung ein Vorsitzender, zwei ordentliche Mitglieder, ein Ersatzmitglied sowie ein Generalstaatsanwalt und ausreichend Staatsanwälte.
Die Ernennung und Amtszeit der Mitglieder war in Art. 143 III der türkischen Verfassung folgendermaßen geregelt:

„Başkan, iki asıl ve bir yedek üye ile Cumhuriyet başsavcısı, birinci sınıfa ayrılmış hâkim ve Cumhuriyet savcıları arasından; Cumhuriyet savcıları ise, diğer Cumhuriyet savcıları arasından Hâkimler ve Savcılar Yüksek Kurulunca özel kanununda gösterilen usule göre dört yıl için atanırlar; süresi bitenler yeniden atanabilirler.“

„Der Vorsitzende, zwei ordentliche Mitglieder und das Ersatzmitglied sowie der Generalstaatsanwalt werden aus den Richtern und den Staatsanwälten der Republik Erster Klasse; die Staatsanwälte aus den Staatsanwälten der Republik gemäß den in den besonderen Gesetzen vorgesehenen Verfahren durch den Hohen Rat der Richter und Staatsanwälte auf vier Jahre ernannt; diejenigen, deren Amtszeit beendet ist, können von neuem ernannt werden.“

Ursprünglich gehörte einem Staatssicherheitsgericht auch ein Militärrichter an. Auf ein Urteil des Europäischen Gerichtshofs für Menschenrechte hin wurde dieser durch einen Zivilrichter ersetzt (Gesetz Nr. 4388 vom 18. Juni 1999, Gesetz Nr. 4390 vom 22. Juni 1999 zur Änderung des Gesetzes Nr. 2845).

## Zuständigkeit
Die Zuständigkeiten der Gerichte ergaben sich aus Art. 9 des Gesetzes Nr. 2845 über die Einrichtung und Rechtsprechungsverfahren der Staatssicherheitsgerichte.
Demzufolge waren die Gerichte zuständig für Straftaten:
- nach Art. 125 bis 139, 146 bis 157, 161, 168, 169, 171, 172, 174, 312 II, 499 II des türkischen Strafgesetzbuches,
- im Sinne des Gesetzes Nr. 6136 über Feuerwaffen, Messer und andere Geräte und nach den in den Art. 264 und 403 des türkischen Strafgesetzbuches beschriebenen gemeinsamen Straftaten und
- bezüglich der Verursachung des Notstands gemäß Art. 120 der türkischen Verfassung.

Galt der Ausnahmezustand, so nahmen die Staatssicherheitsgerichte die Aufgaben von Strafgerichten der Ausnahmezustandsverwaltung wahr. Diese waren zuvor reine Militärgerichte gewesen.

## Abschaffung
Am 7. Mai 2004 wurden die Staatssicherheitsgerichte im Rahmen von Verfassungsänderungen abgeschafft. Am 16. Juni 2004 folgten entsprechende Änderungen an der türkischen Strafprozessordnung (Ceza Muhakemeleri Usulü Kanunu, CMUK) durch das Gesetz Nr. 5190 über die Änderung der Strafprozessordnung und Abschaffung der Staatssicherheitsgerichte. Durch Art. 3 dieses Gesetzes, das am 30. Juni 2004 in Kraft trat, wurde das Gesetz Nr. 2845 über die Einrichtung und Rechtsprechungsverfahren der Staatssicherheitsgerichte aufgehoben und die Vorschriften über die sachliche Zuständigkeit in die Strafprozessordnung übernommen. Artikel 1 des Gesetzes bestimmte, dass Richter und Staatsanwälte der Staatssicherheitsgerichte ihre Ämter in den neu benannten Gerichten weiterführen und drei Jahre lang an keinen anderen Posten versetzt werden dürfen, es sei denn es gebe disziplinarische Gründe und legitime Entschuldigungen oder Forderungen.
Die Kammern der in acht der 81 Provinzen der Türkei existierenden aber für die gesamte Türkei zuständigen Staatssicherheitsgerichte wurden numerisch an die am jeweiligen Ort vorhandenen Großen Strafkammern angehängt. Die Gerichtsbezirke entsprechen denen der Staatssicherheitsgerichte. Die Provinz Düzce gehört zum Gerichtsbezirk der 11. Kammer der Großen Strafkammer in Ankara. Für die Provinz Tunceli gilt: prinzipiell ist das Gericht in Malatya zuständig. Lediglich der Kreis Pülümür fällt in die Zuständigkeit des Gerichts in Erzurum. Dies war auch bei den Staatssicherheitsgerichten der Fall. Die umbenannten Gerichte urteilen nach den in den Artikeln 250–252 der neuen Strafprozessordnung vom 1. Juni 2005 (Ceza Muhakemesi Kanunu = CMK) definierten Sonderregeln und werden daher wörtlich die nach Artikel 250 CMK zuständigen Gerichte für schwere Strafen genannt. Neben Artikel 250 CMK bestimmt das Gesetz Nr. 3713 zur Bekämpfung des Terrorismus, welche Straftaten vor diesen Sondergerichten verhandelt werden.
Einige Kritiker vertreten die Meinung, dass die Staatssicherheitsgerichte nicht abgeschafft wurden, sondern sich nur der Name (das Schild an der Türkei = tabela) geändert hat. Bei den Diskussionen zur neuen Strafprozessordnung hatten Abgeordnete der CHP dieselben Bedenken geäußert.

## Reorganisation
Nachdem auch die Kritik an den nach dem Artikel 250 der Strafprozessordnung (StPO) zuständigen Kammern für schwere Straftaten als Sondergerichte nicht verstummen wollte (sie wurden inzwischen als „Gerichte mit Sonderbefugnissen“ (tr: özel yetkili mahkemeler = ÖYM abgekürzt)), wurde erneut die Abschaffung dieser Gerichte angekündigt. Im 3. Paket zur Reform der Gerichtsbarkeit wurden die wichtigsten Bestimmungen der Artikel 250, 251 und 252 der türkischen StPO in der Artikel 10 des Gesetzes 3713 zur Bekämpfung des Terrorismus (auch als Anti-Terror-Gesetz = ATG bekannt) übernommen. Die Artikel 250, 251 und 252 der türkischen StPO wurden abgeschafft.
Kurz darauf beschloss der Hohe Rat für Richter und Staatsanwälte, dass an 11 Orten der Türkei 13 neue Gerichte eingerichtet werden, die sich um die nach dem ATG zu verhandelnden Delikte kümmern sollten. Zu den Orten gehörte alle 8 Provinzhauptstädte, an denen es zuvor Staatssicherheitsgerichte (bzw. Sondergerichte gegeben hatte). Hinzu kamen die Orte Antalya, Bursa und Samsun. In Istanbul und Diyarbakir wurden je zwei neue Kammern dieser Gerichte eingerichtet.
Folgende Tabelle gibt Aufschluss über die neue Verteilung der Bezirke (nur die Änderungen sind aufgeführt):
| Gerichtssitz | Provinzen |
| ------------ | --- |
| Antalya      | Antalya (zuvor Izmir zugeteilt), Afyon (zuvor Ankara zugeteilt), Burdur (zuvor Izmir zugeteilt), Isparta (zuvor Izmir zugeteilt), Konya (zuvor Adana zugeteilt)            |
| Bursa        | Bursa, Balıkesir, Bilecik, Çanakkale (alle zuvor Istanbul zugeteilt), Eskişehir, Kütahya (die 2 Provinzen waren zuvor Ankara zugeteilt), Yalova (zuvor Istanbul zugeteilt) |
| Samsun       | Samsun, Amasya, Çorum (alle zuvor Ankara zugeteilt), Giresun (zuvor Erzurum zugeteilt), Ordu (zuvor Erzurum zugeteilt), Sinop (zuvor Ankara zugeteilt)                     |

## Endgültige Abschaffung
Mit dem Artikel 1 des Gesetzes 6526 wurde ein vorläufiger Artikel 14 zum Gesetz für die Bekämpfung des Terrorismus (dem Anti-Terror-Gesetz = ATG) hinzugefügt und durch Artikel 19 dieses Gesetzes wurde der Artikel 10 ATG aufgehoben. Damit wurden die ursprünglich Staatssicherheitsgerichte (tr: Devet Güvenlik Mahkemesi = DGM) genannten und danach zu Gerichten mit Sonderbefugnissen (tr: Özel Yetkili Mahkemesi = ÖYM) umbenannten Sondergerichte abgeschafft. Schwebende Verfahren wurden anderen Kammern für schwere Straftaten übergeben und die an den Sondergerichten beschäftigen Richter und Staatsanwälte wurden binnen 10 Tagen durch den Hohen Rat der Richter und Staatsanwälte (HSYK) an für sie angemessene Kammern versetzt. Bei Verfahren, die sich in Revision (d. h. vor dem Kassationshof) befanden, blieben die entsprechenden Kammern zuständig. Falls ein Urteil ergangen war, musste die Begründung in 15 Tagen geschrieben werden.